# 莎拉·蕾佛蒂
莎拉·蕾佛蒂（英語：Sarah Rafferty，1972年12月6日—）是美國女演員，最為知名的角色為USA電視台法律劇無照律師中的唐娜·羅伯特·包爾森。

## 生平
蕾佛蒂在美国康涅狄格州的格林威治的里弗賽德 長大，家中有四個女兒，蕾佛蒂為么女。她的母親，(瑪麗·李拉夫特，聖心修道院學校英文部主席)和她的父親，麥克 小格里芬拉夫特，有著成功的金融事業和油畫功力、培義著她的對藝術的激情。 三個姐姐分別為都莫拉、安、康斯坦斯。
蕾佛蒂在安多弗的菲利普斯学院學習 ，並於1989年畢業。 她在 汉密尔顿学院主修英文與戲劇，三年級時至 英國牛津大学學習戲劇，1993年從漢米爾頓學院畢業取得拉丁文榮譽學位。 之後繼續於耶鲁大學戲劇學院研究所就讀，並取得藝術碩士學位。

## 個人生活
蕾佛蒂的丈夫是Aleksanteri Olli-Pekka Seppälä，芬蘭裔美國人，為一間資產管理公司 瑞德Frères&Company的股票分析師. 他們於2001年六月23日在康乃狄克州格林威治的羅馬天主教聖瑪莉教堂結婚。 ，育有2個女兒，奥娜格雷(2007年10月22日 - )和愛莉斯佛來迪(2012年1月)。
她與一同演出無照律師的蓋布瑞·麥奇相識於1993年威廉斯鎮戲劇節，之後一直是朋友，交情超過25年。

## 作品

### 電影
| 年     | 标题               | 角色                        | 備註           |
| ------ | ------------------ | --------------------------- | -------------- |
| 2000年 | 曼博咖啡馆         | 艾米                        |                |
| 2002年 | 地下酒吧           | 护士                        |                |
| 2004年 | 足球的狗：欧洲杯   | 科拉的石头                  |                |
| 2004年 | 國家寶藏 (電影)    | Rebecca(拿著邀請名單的女性) |                |
| 2006年 | 下降的恩典         | 悉尼                        |                |
| 2006年 | 穿著Prada的惡魔    | Liz                         | 演出片段遭刪減 |
| 2009年 | 四个单亲父亲       | 朱莉娅                      |                |
| 2011   | 小，精美的移动部件 | 艾米莉                      |                |

### 電視劇
| 年        | 标题                  | 角色                      | 備註                                        |
| --------- | --------------------- | ------------------------- | ------------------------------------------- |
| 1998年    | 三位一体的            | 莎拉                      | 电视电影                                    |
| 1999年    | 法律与秩序            | 珍妮弗Shaliga             | 集名："雄心勃勃"                            |
| 2001年    | Walker,德克萨斯游骑兵 | 劳拉．波普                | 集名："绝望的措施"                          |
| 2002年    | 第三个观看            | 凯利                      | 集名："坠毁和燃烧"                          |
| 2002年    | 犯罪现场调查：迈阿密  | 梅丽莎*斯塔尔             | 集名："喘不过气来"                          |
| 2002年    | The·District          | 莎莉                      | 集名："小包裹"                              |
| 2003年    | 无影无踪              | 博士帕蒂莫里森            | 集名："友好的天空"                          |
| 2003年    | 六英尺以下            | 瑞秋，莫蒂默              | 集名："眼睛里"                              |
| 2003年    | The·Practice          | 朱迪*威尔逊               | 集名："英雄与恶棍"                          |
| 2003年    | 震颤                  | 博士卡西*马修斯           | 集名："植物或动物"，"Graboid权利"，"水危险" |
| 2003年    | 早上好,迈阿密         | Lila                      | 集名："前游戏"                              |
| 2004年    | CSI：犯罪现场调查     | 特里Minden                | 集名："十一个愤怒的陪审员"                  |
| 2004年    | 迷住了                | 卡罗尔                    | 集名："传说中的困哈利韦尔"                  |
| 2004年    | 第二次                | 达芙妮*菲茨杰拉德         | 集名："试点"，"秘密"                        |
| 2004年    | 8简单的规则           | 丹妮尔                    | 集名："一个非常C.J.圣诞节"                  |
| 2006年    | 丹尼斯*胡椒           | 凯丽                      | 集名："继承人Bridenapped：膜十一点"         |
| 2007年    | 足球的妻子            | 凯莉*库珀                 | 电视电影                                    |
| 2007年    | 如果上帝是太阳?       | 瑞秋                      | 电视电影                                    |
| 2008年    | 萨曼莎是谁？          | 凯拉卡明斯基              | 集名："所以我认为我可以跳舞"                |
| 2009年    | 法律与秩序：犯罪意图  | 桑德拉Dunbar/桑德拉奥班农 | 集名："激情"                                |
| 2009年    | Numb3rs               | 玛格                      | 集名："7的男人"                             |
| 2009年    | 骨头                  | 凯蒂Selnick               | 集名："脚在丧失抵押品赎回权"                |
| 2010年    | 兄弟姐妹              | 凯莱皮尔森-达文波特       | 集名："一个正义的吻"                        |
| 2011–2019 | 無照律師              | 唐娜．羅伯特．包爾森      | 主要角色                                    |
| 2015      | 所有的事情            | 艾利*帕克                 | 电视电影                                    |